# Jigyasa Singh
Jigyasa Singh là một diễn viên truyền hình Ấn Độ đến từ Jaipur. Cô được biết đến với vai diễn Thapki trong bộ phim Tôi, Thapki được trình chiếu trên kênh Colors TV.

## Cuộc đời và sự nghiệp
Jigyasa được sinh ra tại Jaipur, Ấn Độ. Cô diễn xuất trong khi học để lấy bằng thạc sĩ tại Khoa Báo chí tại Trường Đại học Delhi. Cô xuất hiện lần đầu tiên trong bộ phim Chore Tera Gaon Bada Pyaara trên kênh Zee Marudhara, với vai diễn Alia cùng với Manish Goplani. Jigyasa hiện tại đang đóng vai Vaani Chaturvedi hay Thapki trong bộ phim truyền hình Tôi, Thapki. Vào năm 2014, cô xuất hiện trong tập đầu tiên của Gumrah phần 4 trên kênh Channel V. Năm 2015, cô xuất hiện trong một an-bum nhạc có tên "Dil Mere".

## Truyền hình
| Năm       | Chương trình truyền hình     | Kênh          | Nhân vật                                     | Bạn diễn       |
| --------- | ---------------------------- | ------------- | -------------------------------------------- | -------------- |
| 2014      | Chorre Tera Gaon Bada Pyaara | Zee Marudhara | Alia                                         | Manish Goplani |
| 2015–2017 | Tôi, Thapki                  | Colors TV     | Vaani Chaturvedi (Thapki)/Bani Bihaan Pandey | Manish Goplani |

Sự xuất hiện đặc biệt
- 2014: Gumrah Phần 4 trong tập 1
- 2015: Comedy Nights with Kapil với tư cách là chính mình để quảng bá cho bộ phim Tôi, Thapki
- 2015: India's Got Talent với tư cách là chính mình để quảng bá cho bộ phim Tôi, Thapki
- 2015: Jhalak Dikhhla Jaa 8 với tư cách khách mời
- 2016: Bigg Boss 9 với tư cách khách mời
- 2016: Comedy Nights Live với tư cách khách mời

## Giải thưởng
Cô được đề cử cho hạng mục Nữ diễn viên có vai diễn đầu tay xuất sắc nhất với vai diễn Thapki trong Giải thưởng Cánh hoa Vàng Colors năm 2016 và Giải thưởng Vàng Zee năm 2016.